# Dialeges brunneus
Dialeges brunneus är en skalbaggsart som beskrevs av Aurivillius 1926. Dialeges brunneus ingår i släktet Dialeges och familjen långhorningar. Inga underarter finns listade i Catalogue of Life.